# 海峽石

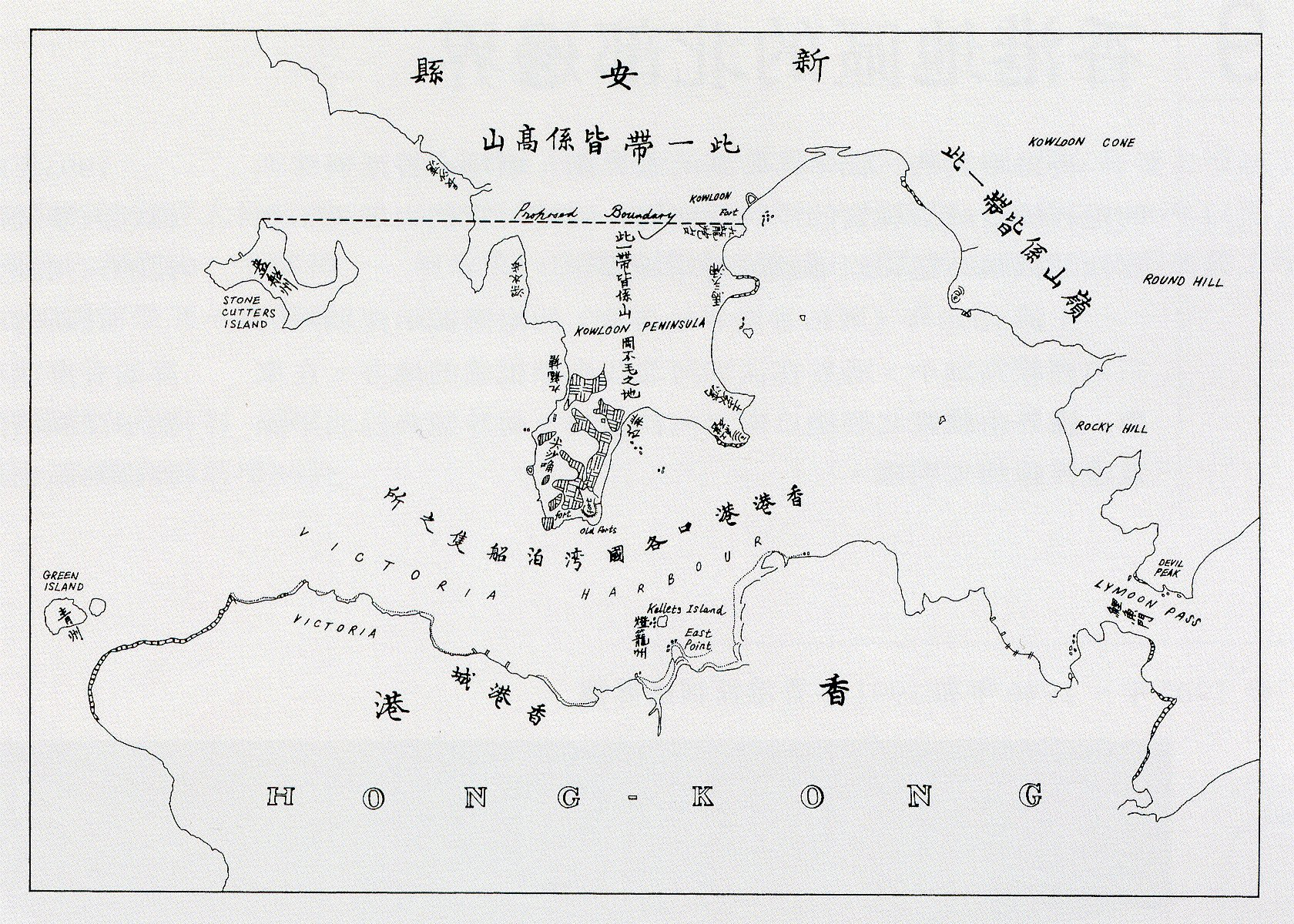
《北京條約》地圖，海峽石位於九龍灣中央靠下位置

海峽石（英語：Channel Rock）是香港昔日的一塊礁石，位於九龍九龍灣以南，觀塘碼頭對出海面，地區行政上屬於九龍城區。島嶼在1972年至1975年啟德機場擴建跑道所進行的填海工程時，被填海夷平，成為跑道的一部份。海峽石上曾經於1921年建有導航燈，於啟德跑道延長時被拆除。